# ハートブレイカー (ディオンヌ・ワーウィックのアルバム)
『ハートブレイカー』（Heartbreaker）は、アメリカ合衆国の歌手ディオンヌ・ワーウィックが1982年に発表したスタジオ・アルバム。ワーウィックは本作で、ヨーロッパにおいて大きな成功を収めた。

## 背景
10曲中5曲がビージーズのメンバー3人（バリー・ギブ、ロビン・ギブ、モーリス・ギブ）の共作で、バリーはプロデューサーも務めたのに加えて、レコーディングにもアコースティック・ギターやバックグラウンド・ボーカルで参加した。ワーウィックによれば、このプロジェクトのきっかけは、アリスタ・レコードの社長クライヴ・デイヴィスが結婚式でバリーと会い、バリーが以前からワーウィックのファンで、曲も用意していると聞かされたことだったという。なお、バリーは2006年、本作収録曲のうち「アワ・デイ・ウィル・カム」を除く9曲のデモ・ヴァージョンを収録したアルバム『The Heartbreaker Demos』を、iTunesを通じて発売している。

## 反響・評価
ノルウェーのアルバム・チャートでは21週連続でトップ20入りし、うち10週にわたり1位を独占して、トップ3入りは合計16週に及ぶ大ヒットとなった。また、シングル「ハートブレイカー」は、ノルウェーのシングル・チャートで6週連続2位を記録した。スウェーデンでは、本作がアルバム・チャートにおいて4回（8週）連続で2位を記録し、シングル「ハートブレイカー」は1982年12月21日付のシングル・チャートで1位を獲得した。オランダのアルバム・チャートでは合計21週トップ50入りし、うち3週にわたって5位を記録した。
全英アルバムチャートでは33週トップ100入りして最高3位に達し、ワーウィックのアルバムとしては『哀愁の花びら』（1968年）以来14年ぶりの全英トップ10アルバムとなった。また、全英シングルチャートでは、本作からの「ハートブレイカー」が2位、「オール・ザ・ラヴ」が10位、「ユアーズ」が66位を記録した。
ワーウィックの母国アメリカでは、本作が総合アルバム・チャートのBillboard 200で25位、『ビルボード』のR&Bアルバム・チャートで13位に達した。また、シングル「ハートブレイカー」はBillboard Hot 100で10位、『ビルボード』のアダルト・コンテンポラリー・チャートで1位、R&Bシングル・チャートで14位を記録した。日本では『ディオンヌ』（1979年）以来となるオリコンLPチャート入りを果たし、最高31位を記録した。
Rob Theakstonはオールミュージックにおいて5点満点中3点を付け「ディオンヌ・ワーウィックの初期の作品に見られた、才気あふれるソウルフルな気概には欠けているが、アダルト・ポップのラジオ局にうってつけの、洗練された入念な音作りがなされている」と評している。

## 収録曲
特記なき楽曲はバリー・ギブ、ロビン・ギブ、モーリス・ギブの共作。
Side 1
1. ハートブレイカー - "Heartbreaker" - 4:17
2. メイクス・ノー・ディファレンス - "It Makes No Difference" (Barry Gibb, Albhy Galuten) - 4:27
3. ユアーズ - "Yours" - 5:08
4. あなたへの家路 - "Take the Short Way Home" (B. Gibb, A. Galuten) - 3:55
5. 誤解 - "Misunderstood" - 4:11

Side 2
1. オール・ザ・ラヴ - "All the Love in the World" - 3:31
2. 映る姿はあなただけ - "I Can't See Anything (But You)" (B. Gibb, Maurice Gibb, A. Galuten) - 3:32
3. ワン・モア・ナイト - "Just One More Night" (B. Gibb, A. Galuten) - 3:51
4. ユー・アー・マイ・ラヴ - "You Are My Love" - 3:45
5. アワ・デイ・ウィル・カム - "Our Day Will Come" (Bob Hilliard, Mort Garson) - 3:48

## 参加ミュージシャン
- ディオンヌ・ワーウィック - ボーカル
- バリー・ギブ - アコースティック・ギター、バックグラウンド・ボーカル、ストリングス・アレンジ、ホーン・アレンジ
- ティム・レンウィック（英語版） - エレクトリック・ギター
- ジョージ・テリー - エレクトリック・ギター(on #1)
- アルビー・ガルテン - ピアノ、シンセサイザー、ストリングス・アレンジ、ホーン・アレンジ
- ジョージ・ビッツァー - ピアノ、シンセサイザー
- リチャード・ティー - ピアノ
- ジョージ・ペリー - ベース
- スティーヴ・ガッド - ドラムス
- ジョー・ララ - パーカッション
- デニス・ブライオン - パーカッション
- ダニエル・ベン・ゼブロン - パーカッション
- アニタ・ロペス - パーカッション
- Boneroo Horns - ホーン・セクション
  - ピーター・グレイヴス
  - ブレット・マーフィー
  - ウィット・サイドナー
  - ダン・ボンサンティ
  - ニール・ボンサンティ
  - ケン・フォールク
- ゲイリー・ブラウン - サクソフォーン・ソロ